# 지상파
지상파(地上波, ground radio wave)는 지상의 송신탑을 이용하여 전달되는 전파이다. 즉 지상파 방송은 지상에 있는 방송 송출로 전파를 직접 송출하는 방송이다. 케이블이나 인공위성, 인터넷을 통해 간접적으로 재송신되는 신호는 지상파에 포함되지 않기 때문에 TV 채널 중에서 케이블 방송이나 위성방송, IPTV(인터넷 멀티미디어 방송사업법에 근거한 서비스) 서비스는 지상파 방송이 아니다.

## 나라별
- 대한민국의 방송
- 일본의 방송
- 중화인민공화국의 방송
- 중화민국의 방송
- 미국의 방송
- 영국의 방송
- 독일의 방송
- 프랑스의 방송

## 같이 보기
- 공중파
- 방송